# Многолетнее промерзание
Многолетнее промерзание (англ. perennial freezing) — процесс длительного промерзания горных пород, происходящий в области криосферы. Многолетнее промерзание начинается в случае охлаждения верхних слоёв литосферы ниже 0°С. Мощность зоны с отрицательной температурой и развитием многолетнего промерзания определяется длиной периода климатических колебаний и глубиной распространения тепловых волн в горных породах. Основные параметры, позволяющие анализировать условия возникновения и развития процесса многолетнего промерзания — средняя многолетняя температура на поверхности горных пород, амплитуда колебаний температуры на этой поверхности и период многолетних колебаний температур.